# Auzet
Auzet ist eine französische Gemeinde  mit 102 Einwohnern (Stand 1. Januar 2022) im Département Alpes-de-Haute-Provence in der Region Provence-Alpes-Côte d’Azur. Sie gehört zum Arrondissement Digne-les-Bains und zum Kanton Seyne. Die Bewohner nennen sich Auzétans.

## Geographie
Sie grenzt im Nordwesten an Selonnet, im Nordosten an Seyne, im Südosten an Verdaches und im Südwesten an Barles.

### Erhebungen
- Tête Grosse, 2032 m
- Clot de Bouc, 1962 m

## Bevölkerungsentwicklung
| Jahr      | 1962 | 1968 | 1975 | 1982 | 1990 | 1999 | 2008 | 2012 |
| --------- | ---- | ---- | ---- | ---- | ---- | ---- | ---- | ---- |
| Einwohner | 111  | 96   | 73   | 67   | 73   | 87   | 81   | 90   |